# Adolf Borbstaedt
August Adolf Borbstaedt (* 8. Juli 1803 in Gumbinnen; † 14. Juni 1873 in Berlin) war ein preußischer Oberst sowie Schriftleiter des Militär-Wochenblattes.

## Leben

### Herkunft
Borbstaedts Vater war Landbaumeister und Regierungsbaurat. Seine Mutter Amalie verheiratete sich nach dessen Tod sehr bald wieder mit einem Major von Witten.

### Karriere
Nach dem Besuch des Gymnasiums in seiner Heimatstadt und dem Kadettenkorps wurde Borbstaedt 1820 als Sekondeleutnant dem 7. Infanterie-Regiment der Preußischen Armee überwiesen. Er absolvierte zur weiteren Ausbildung 1823/25 die Allgemeine Kriegsschule in Berlin. Im Anschluss daran wurde er zunächst zur Dienstleistung beim Kadettenkorps kommandiert und gehörte dem Offizierskorps des Kadettenhauses Berlin an. Im September 1830 stieg er zum Premierleutnant auf und fungierte ab 1832 als Adjutant des Generalmajors von Brause. Nach dessen Tod diente er als aggregierter Kapitän in gleicher Funktion beim Kommandeur sämtlicher Kadetteninstitute Ludwig von Below. Am 5. Juli 1840 erfolgte seine Versetzung als Kompaniechef an das Kadettenhaus in Wahlstatt.
Ende März 1848 trat Borbstaedt in den Truppendienst zurück und wurde als ältester Kompaniechef in das 4. Infanterie-Regiment nach Danzig versetzt. Dort avancierte er im August desselben Jahres zum Major und wurde im November zum Kommandeur des II. Bataillons ernannt. Im April 1849 verlegte sein Regiment nach Bromberg, wo er sich zugleich als Präses der Examinations-Kommission für die Portepeefähnriche der 4. Division betätigte. Ende Juli 1852 wurde Borbstaedt als Kommandeur des III. Bataillons im 5. Landwehr-Regiment nach Preußisch Stargard versetzt und Ende März 1853 zum Oberstleutnant befördert. Aufgrund eines Hörleidens nahm er am 11. August 1857 mit dem Charakter als Oberst und mit der Berechtigung zum Tragen der Armeeuniform seinen Abschied.
Im Juni 1861 übernahm Borbstaedt gemeinsam mit Oberstleutnant von Pochhammer die Redaktion der Militär-Literatur-Zeitung.
Während des Deutschen Krieges wurde Borbstaedt 1866 wiederverwendet und war Kommandeur der stellvertretenden Infanterie-Brigade in Berlin. Nach dem Krieg übernahm er am 1. April 1867 zusätzlich zu seiner Tätigkeit bei der Militär-Literatur-Zeitung die Schriftleitung des Militär-Wochenblattes, die er bis zu seinem Tod führte. Für sein Wirken hatte ihn König Wilhelm I. am 28. Februar 1870 den Roten Adlerorden III. Klasse mit Schleife verliehen.
Borbstaedt erlag am 14. Juni 1873 im Alter von 69 Jahren im Berliner St. Hedwig-Krankenhaus einem schweren Nierenleiden. Zwei Tage darauf wurde er auf dem Invalidenfriedhof beigesetzt. Das Grabmal ist nicht erhalten.

### Familie
Am 28. Februar 1847 vermählte er sich mit Hermine von Massow, geborene Kittel. Sein wenige Tage alter Sohn starb am 22. September 1852 in Preußisch Stargard an der Cholera und seine Ehefrau sollte ihm zwei Tage später folgen.

## Schriften
- Allgemeine geographische und statistische Verhältnisse in graphischer Darstellung. Mit einem Vorworte von Carl Ritter. Reimer, Berlin 1840.
- Preußens Feldzüge gegen Oesterreich und dessen Verbündete im Jahre 1866 mit Berücksichtigung des Krieges in Italien. E. S. Mittler & Sohn, Berlin 1866.
- Der deutsch-französische Krieg 1870 bis zu der Katastrophe von Sedan und der Kapitulation von Straßburg, nach dem inneren Zusammenhange dargestellt. E. S. Mittler & Sohn, Berlin 1872.